# المرناقیه
المرناقیه (به عربی: المرناقیة) یک منطقهٔ مسکونی در تونس است که در استان منوبه واقع شده‌است. المرناقیه ۱۹٬۹۲۴ نفر جمعیت دارد.